# Jaroslaw Wassiljewitsch Chabarow
Jaroslaw Wassiljewitsch Chabarow (russisch Ярослав Васильевич Хабаров; * 5. März 1989 in Magnitogorsk, Russische SFSR, Sowjetunion) ist ein russischer Eishockeyspieler, der seit 2021 erneut beim HK Metallurg Magnitogorsk in der Kontinentalen Hockey-Liga unter Vertrag steht.

## Karriere
Jaroslaw Chabarow begann seine Karriere als Eishockeyspieler beim HK Metallurg Magnitogorsk, für dessen Profimannschaft er in der Saison 2008/09 sein Debüt in der Kontinentalen Hockey-Liga gab. In acht Spielen blieb er dabei punktlos und erhielt zwölf Strafminuten. Auf europäischer Ebene kam er für Metallurg zu einem Einsatz in der Champions Hockey League, in der er mit seiner Mannschaft den zweiten Platz belegte. Die gesamte folgende Spielzeit verbrachte der Verteidiger bei Metallurgs Nachwuchsmannschaft in der neu gegründeten Juniorenliga MHL, in der er mit Stalnyje Lissy Magnitogorsk Meister wurde.
Ab der Saison 2010/11 war Chabarow Stammspieler beim HK Metallurg Magnitogorsk und gewann mit Metallurg 2014 die Meisterschaftstrophäe der KHL, den Gagarin-Pokal. Im November 2017 erhielt er einen Vertrag bis Saisonende bei Amur Chabarowsk.
Zwischen 2019 und 2021 spielte er für HK Sibir Nowosibirsk, ehe er 2021 zu seinem Stammverein zurückkehrte.

## Erfolge und Auszeichnungen
- 2010 Charlamow-Pokal-Gewinn mit Stalnyje Lissy Magnitogorsk
- 2014 Gagarin-Pokal-Sieger und Russischer Meister mit dem HK Metallurg Magnitogorsk
- 2016 Gagarin-Pokal-Sieger und Russischer Meister mit dem HK Metallurg Magnitogorsk

## KHL-Statistik
(Stand: Ende der Saison 2018/19)